# ヴアテ・カラワレヴ
ヴアテ・カラワレヴ（Vuate Karawalevu、2001年3月5日 - ）は、フィジー代表の資格を持つラグビーユニオン選手で、フィジーのフィジアン・ドゥルアに所属。2023年まで、13人制ラグビーリーグのノース・シドニー・ベアーズにいた。

## 経歴
フィジーの首都スバで生まれた。同市内のマリストブラザーズ・ハイスクール（Marist Brothers High School）出身。
15人制ラグビーユニオンのU18フィジー代表に選出された経歴を持つ。ラグビーワールドカップ2019に向けたフィジー代表強化メンバーにも選ばれた。
19歳で13人制ラグビーリーグのシドニー・ルースターズ（オーストラリア）と契約。
2021年には、フィジーの13人制クラブであるカイヴィティ・シルクテイルズ（Kaiviti Silktails）に所属し、オーストラリアのRon Massey Cupに出場した。また、シドニー・ルースターズとしてもU21リーグであるジャージー・フレッグ・カップ（Jersey Flegg Cup）にも出場した。
2022年、ノース・シドニー・ベアーズ（North Sydney Bears）に所属し、ニューサウスウェールズ・カップ（NSWカップ）で6試合出場し7トライを獲得。
2022年10月、新型コロナウイルス感染症の世界的流行のため1年延期された「ラグビーリーグ・ワールドカップ2021」に向けた、フィジー代表に選出。10月22日のイタリア戦で13人制フィジー代表として初キャップを得た。
2023年10月、15人制ラグビーユニオンのワラターズ（オーストラリア・ニューサウスウェールズ州）に2年契約で移籍。2024年6月開催のスーパーラグビー・パシフィックに出場した。
2024年8月23日、パシフィックネーションズカップ2024開幕戦となるサモア戦において、15人制フィジー代表として出場し1トライをあげ、初キャップを得た。4試合すべて先発出場し、フィジーが優勝。大会全体で4トライを記録し、最多トライ選手3人のうちの1人となった。同月31日、2025年シーズンフィジアン・ドゥルアに契約すると発表。